# Bürgermeisterei Gebhardshain
Die Bürgermeisterei Gebhardshain war eine der neun preußischen Bürgermeistereien, in welche sich der 1816 gebildete Kreis Altenkirchen im Regierungsbezirk Coblenz verwaltungsmäßig gliederte. Zum Verwaltungsbezirk der Bürgermeisterei gehörten 13 Gemeinden, in denen 1817 insgesamt 1.963 Einwohner lebten. Die Bürgermeisterei wurde 1927 in Amt Gebhardshain umbenannt. Alle Ortschaften gehören heute zur Verbandsgemeinde Betzdorf-Gebhardshain im Landkreis Altenkirchen (Westerwald) in Rheinland-Pfalz.

## Gemeinden und Ortschaften
Nach Statistiken aus den Jahren 1817, 1843 und 1861 gehörten die folgenden Gemeinden und Ortschaften zur Bürgermeisterei:
- Dickendorf
- Elben mit dem Weiler Weiselstein und der Dauersberger Mühle
- Elkenroth
- Fensdorf
- Gebhardshain
- Hommelsberg (seit 1969 Ortsteil von Malberg)
- Kausen
- Kotzenroth (1963 umbenannt in Rosenheim (Landkreis Altenkirchen))
- Molzhain mit den Weilern Auf der Höhe und Seifen
- Nauroth mit dem Weiler Niederdorf
- Steinebach
- Steineberg (seit 1969 Ortsteil von Malberg)
- Steineroth

## Geschichte
Die von der Bürgermeisterei Gebhardshain verwalteten Ortschaften gehörten bis 1803 zur Grafschaft Sayn-Altenkirchen und bildeten bereits in der saynischen Zeit als Kirchspiel Gebhardshain im Amt Freusburg einen zusammengehörenden Verwaltungs- und Gerichtsbezirk. Eine Ausnahme hiervon war der Ort Hommelsberg (heute Ortsteil von Malberg), der nur zu zwei Drittel zu Sayn-Altenkirchen und ansonsten zur Grafschaft Sayn-Hachenburg gehörte. Die Kirchspiele als „seelsorgerische Einheit“ waren auch weltliche Verwaltungseinheiten in der Grafschaft, sie übten die niedere Gerichtsbarkeit aus. Kirchlich gehörten die Kirchspiele in der Grafschaft Altenkirchen seit Anfang des 17. Jahrhunderts der reformierten Konfession an, später wurde daneben auch die Lutherische Lehre erlaubt.
Sayn-Altenkirchen und damit auch das Gebiet der späteren Bürgermeisterei Gebhardshain kam 1792 unter preußische Verwaltung und wurde 1803 im Reichsdeputationshauptschluss dem Fürstentum Nassau-Usingen zugesprochen, das 1806 im Herzogtum Nassau aufging. Das Territorium Sayn-Altenkirchen wurde 1815 auf dem Wiener Kongress sowie aufgrund eines zwischen Nassau und Preußen abgeschlossenen Vertrages dem Königreich Preußen zugeordnet.
Unter der preußischen Verwaltung wurde 1816 der Kreis Altenkirchen im Regierungsbezirk Coblenz neu geschaffen, der sich in neun Bürgermeistereien gliederte und von 1822 an zur Rheinprovinz gehörte. Die Bürgermeisterei Gebhardshain wurde, so wie alle Bürgermeistereien in der Rheinprovinz, 1927 in „Amt Gebhardshain“ umbenannt. Im Zuge der rheinland-pfälzischen Funktional- und Gebietsreform wurden zum 1. Oktober 1968 alle Ämter in den damaligen Regierungsbezirken Koblenz und Trier in Verbandsgemeinden umgewandelt und so die heutige Verbandsgemeinde Gebhardshain gebildet.

## Bürgermeister
Bürgermeister, ab 1927 Amtsbürgermeister, in Gebhardshain waren:
- 1855‒1894: Wilhelm Müller
- 1894‒1899: Stefan Schuster
- 1899‒1907: Karl Beck
- 1907‒1913: Hermann Doetsch
- 1913‒1933: Karl Lorsbach
- 1933‒1945: Ferdinand Bähner
- 1945‒1955: Johann Scheid
- 1955‒1963: Josef Käuser
- 1964‒1975: Hermann Hendricks (ab 1968 Bürgermeister der Verbandsgemeinde Gebhardshain)